# Fushigi no Kuni no Alice
Fushigi no Kuni no Alice (яп. ふしぎの国のアリス Фусиги но Куни но Арису) — японский аниме-сериал, выпущенный студией Nippon Animation по мотивам сказки Алиса в стране чудес.

## Сюжет
Девочка по имени Алиса решает следовать за белым кроликом и попадает в страну чудес. Там она встречает разных невероятных существ, в том числе чеширского кота и злую королеву червей.

## Список персонажей
Алиса (яп. アリス Арису) — в отличие от Алисы из Диснея, у неё русые волосы и рыжее платье.
Сэйю: ТАРАКО
Бенни Банни (яп. ベニー) — кролик, следует за Алисой. Впервые встречается с ней, когда та покупает волшебную шляпу в старом магазине. Является племянником белого кролика и хорошо ладит со многими обитателями страны чудес. Однако боится Джаббервоки, который хочет сделать из него рагу.
Сэйю: Масако Нодзава
Чеширский Кот (яп. チェシャキャット Тэсякятто) — таинственный полосатый кот, который время от времени помогает Алисе, но с загадками.
Сэйю: Иссэй Футамата
Королева Червей (яп. ハートの女王 Ха: то но Дзёо:) — главная злодейка истории. Королева червей, является главной зачинщицей проблем Алисы. Всё время грозит своим подчинённым обезглавливанием, а правонарушителей изгоняет в подземелье. Примечательно, что её внешность самая человечная в стране чудес (не считая Алису)
Сэйю: Норико Уэмура
Джаббервоки — гигантский дракон, живущий в замке за лесом. Очень не любит незваных гостей, одержим желанием сделать из Бенни рагу. Несмотря на то, что со стороны он кажется сварливым и опасным, он на самом деле добродушный и решает помочь Алисе с её бедами.
Гусеница (яп. キャタピラ Кятапира) — мудрая гусеница, которая знает о всех событиях, происходящих в стране чудес. Обычно среди грибов курит кальян. Алиса периодически приходит к нему за очередным советом. Между ними в результате складывается крепкая дружба.
Траляля (яп. )
Сэйю: Мукайдоно Асами
Шалтай-Болтай (яп. )
Сэйю: Сёдзо Иидзука
Труляля (яп. )
Сэйю: Кёко Тонгу
Отец (яп. )
Сэйю: Акио Нодзима
Мать (яп. )
Сэйю: Ёсико Мацуо
Селия (яп. )
Сэйю: Кумико Мидзукура

## Медия

### Аниме
Производством занимались студия Nippon Animation, под контролем режиссёров Сугияма Таку и Коси Сигэо, по сценарию Такахаси Ниисан. За музыкальные партии отвечал Короку Рэйдзиро и Кобаяси Идзуми для Японской версии и Кристиан Брюн, для немецкой версии. За дизайн персонажей отвечали Кумата Исаму и 	Мива Такатэру. Транслировался по телеканалу TV Osaka с 26 марта 1983 года по 10 октября 1984 года. Всего выпущены 52 серии аниме. Примечательно, что 26 остальных серий были созданы по заказу западных компаний.

### Локализация
Сериал был лицензирован французской компанией Euro Inter Films. Дублирован на французский, испанский, итальянский, немецкий, нидерландский, португальский и филиппинский языки. Европейский (и в частности — немецкий) дубляж, в отличие от оригинальной японской версии, имел совершенно другую звуковую дорожку, музыку для которой сочинил немецкий композитор Кристиан Брён (нем. Christian Bruhn). Немецкий саундтрек был написан в стиле диско-поп, состоял из 28-и композиций в версии на виниловых пластинках.